# Miss Rio de Janeiro
Miss Rio de Janeiro, é um tradicional concurso de beleza feminino realizado anualmente para selecionar a melhor representante do Estado para o Miss Brasil, único caminho para o Miss Universo. Até chegar a essa denominação, o concurso já foi intitulado de "Miss Distrito Federal", "Miss Estado do Rio" e "Miss Guanabara". Sob a atual nomenclatura, o Rio de Janeiro possui apenas dois (2) títulos, obtidos consecutivamente em 1980 e em 1981, respectivamente com a macaense Eveline Schroeter e a gaúcha Adriana Oliveira. Atualmente é coordenado pela própria gestão nacional do Miss Brasil.

## Histórico

### Classificações
Abaixo a performance das cariocas no Miss Brasil. 

As classificações obtidas pelas cariocas nascidas no extinto estado da Guanabara e como Miss Distrito Federal (1891–1960) entram na contagem de pontos no ranking do Miss Brasil para o estado do Rio de Janeiro.

| Posição       | Performance |
| ------------- | ----------- |
| Miss Brasil   | 8           |
| 2º. Lugar     | 7           |
| 3º. Lugar     | 11          |
| 4º. Lugar     | 9           |
| 5º. Lugar     | 3           |
| Semifinalista | 27          |
| Total         | 65          |

### Prêmios Especiais
- Miss Simpatia:
  - (1960) Marzy Moreira
  - (1965) Ilce Hasselmann
  - (1987) Giselle Macêdo
  - (1997) Janaína Borba
  - (1998) Alessandra Corrêia
  - (2024) Maria Fabiana Mata
- Miss Fotogenia: Ilce Ione Hasselmann (1965)
- Melhor Traje Típico: Mariana Figueiredo (2011)
- Miss Nutrisse: Rayanne Morais (2012)

### Coordenações
Já estiveram à frente da realização do concurso:
- de 2000 a 2004: Jean Kuriak Lucena (Kinze Model's Promoções e Eventos)
- de 2005 a 2015: Susana Cardoso (Susana Cardoso Produções)
- em 2016: Karina Ades (Organização Miss Brasil - Polishop)
- em 2017: Diofrildo Trotta (Dio Marketing)
- de 2018 a 2019: André Cruz (André Cruz Produções & Eventos)
- de 2021 a 2022: Luís Costa (Aysha Produções Artísticas & Eventos)
- em 2023: Juliane Oliveira (JO Art Produções & Eventos)
- em 2024: Andrei Lara (Jornalista e Palestrante)

### Galeria das Vencedoras

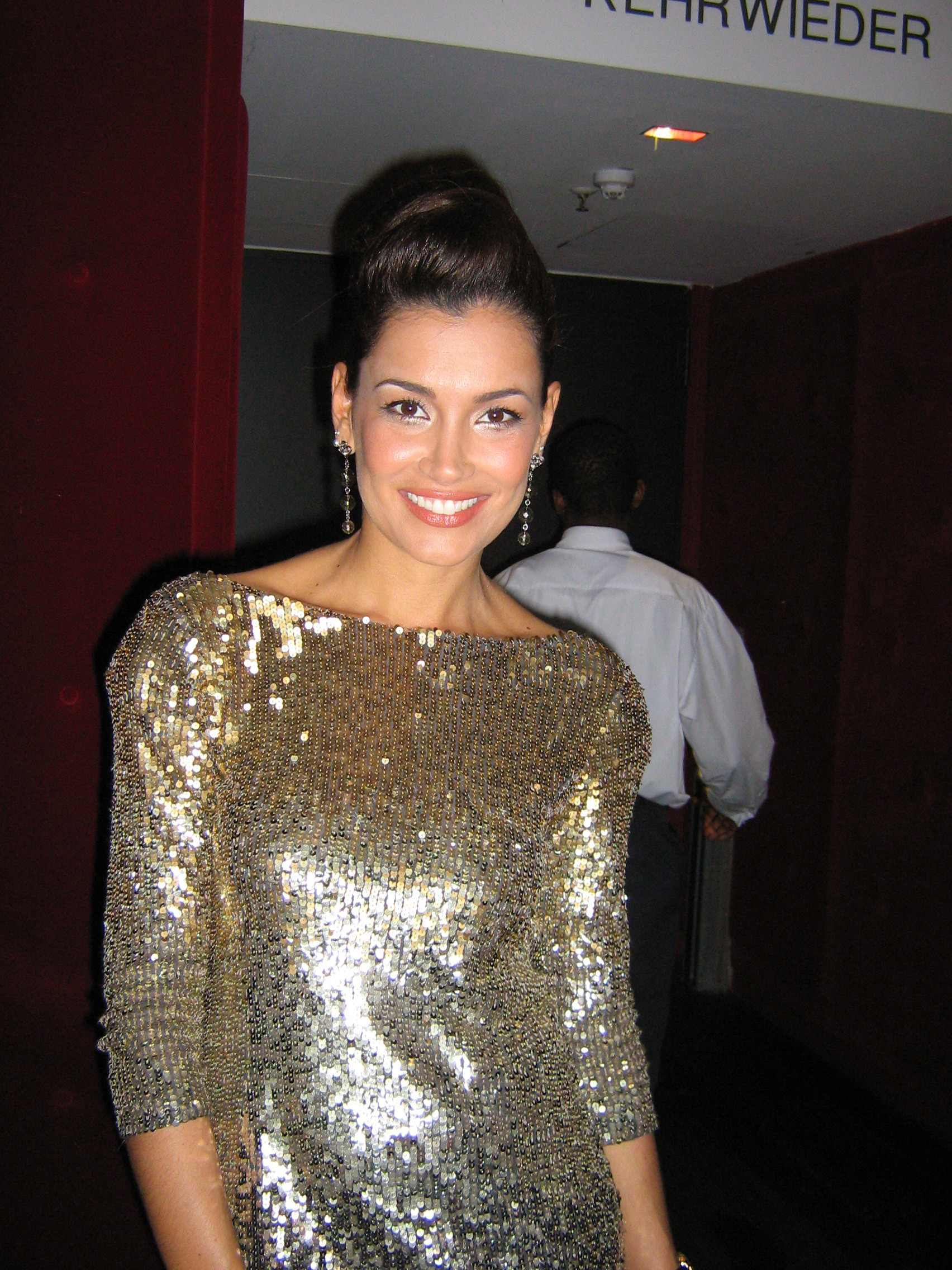
Miss Rio de Janeiro 1997, Janaína Borba, Petrópolis
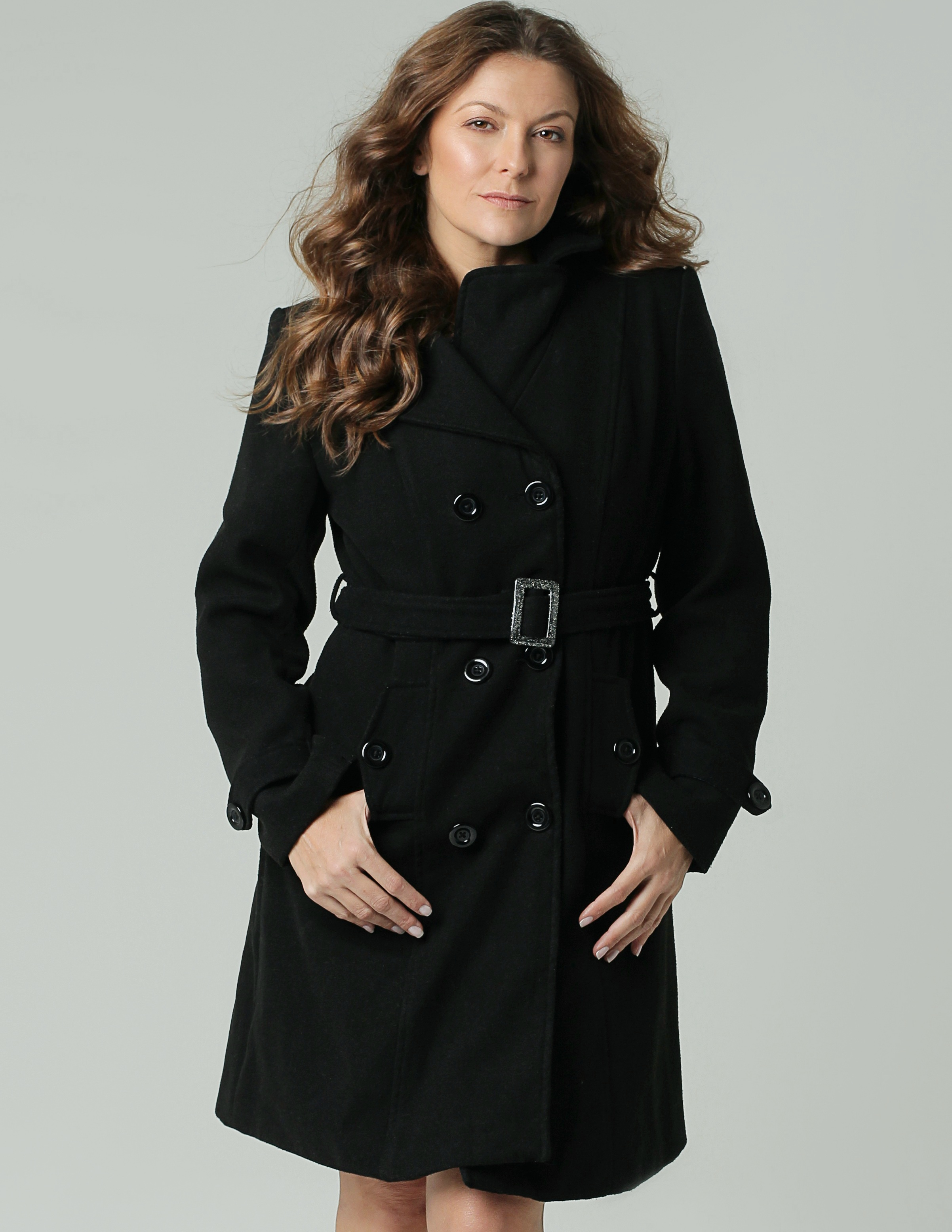
Miss Rio de Janeiro 1998, Alessandra Corrêa, Macaé
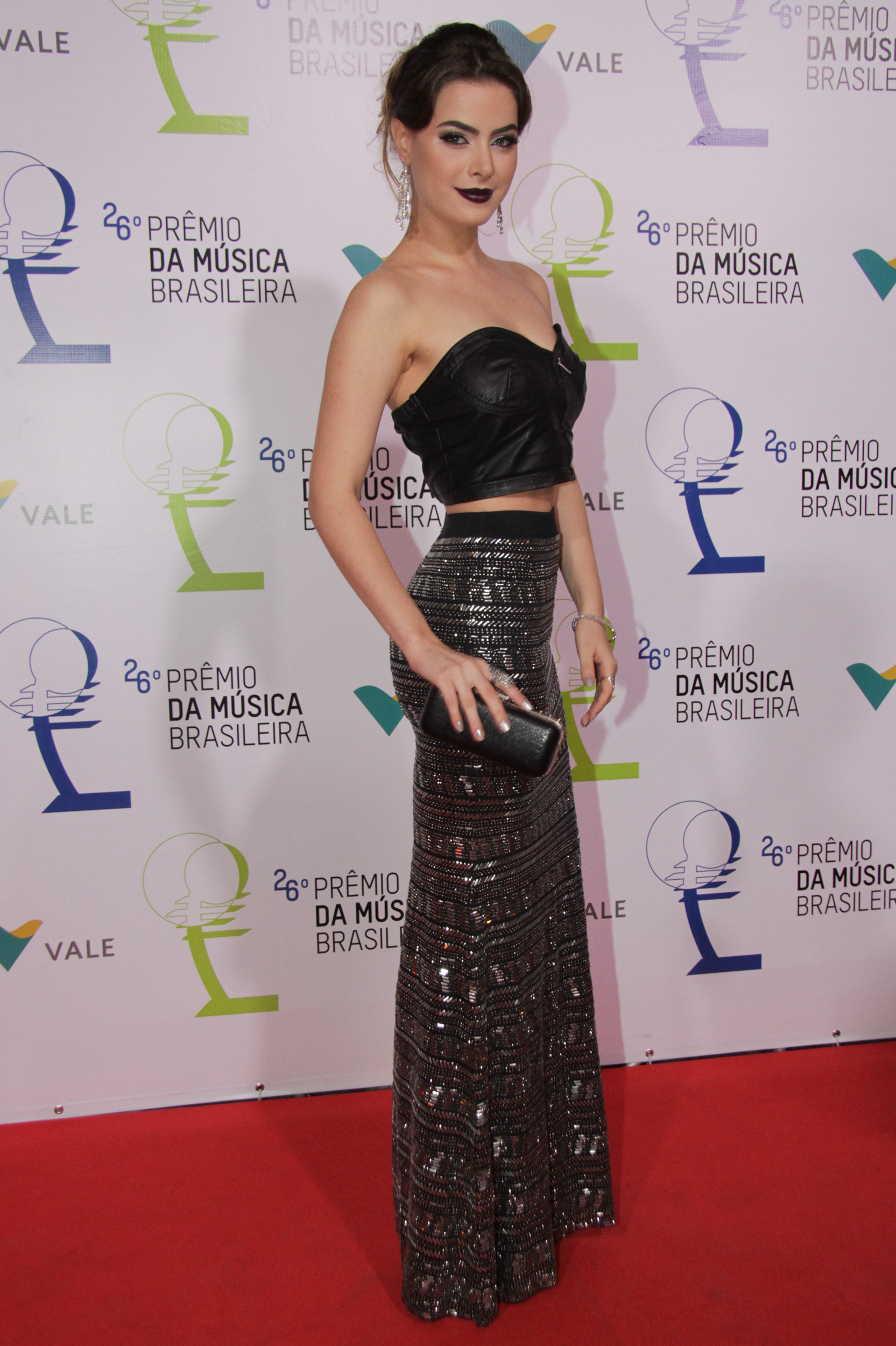
Miss Rio de Janeiro 2012, Rayanne Morais, Búzios
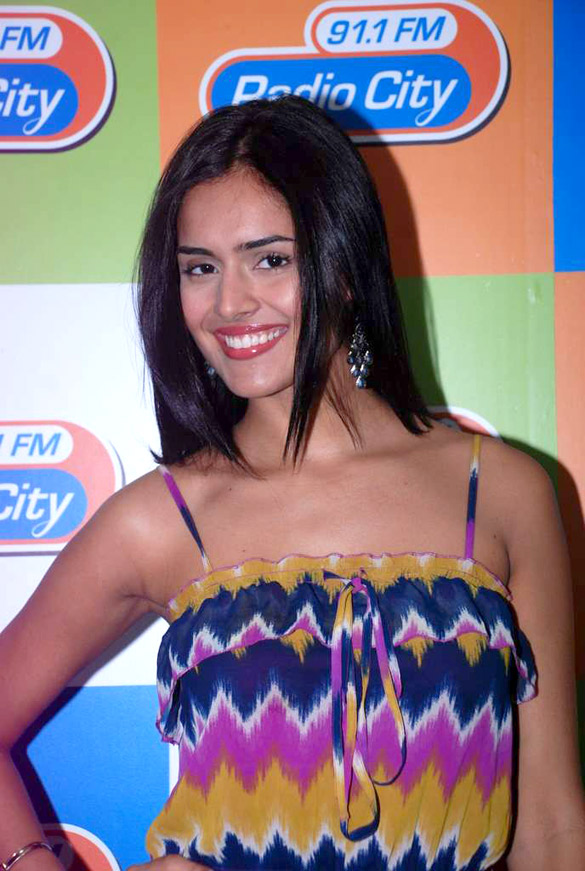
Miss Rio de Janeiro 2015, Nathalia Kaur, Búzios

## Vencedoras
A candidata tornou-se Miss Brasil.
     A Miss Rio de Janeiro renunciou ao título estadual.
| Ano  | Participação                                            | Vencedoras                                              | Representação                                           | Colocação                                               | Miss Universo                                           | Ref.                                                    |
| ---- | ------------------------------------------------------- | ------------------------------------------------------- | ------------------------------------------------------- | ------------------------------------------------------- | ------------------------------------------------------- | ------------------------------------------------------- |
| 2025 | O Estado não enviou candidata para a disputa deste ano. | O Estado não enviou candidata para a disputa deste ano. | O Estado não enviou candidata para a disputa deste ano. | O Estado não enviou candidata para a disputa deste ano. | O Estado não enviou candidata para a disputa deste ano. | O Estado não enviou candidata para a disputa deste ano. |
| 2024 | 68ª                                                     | Maria Fabiana Mata                                      | Rio de Janeiro                                          | 3°. Lugar                                               |                                                         | [ 2 ]                                                   |
| 2023 | 67ª                                                     | Paula Cardoso da Silva                                  | Nova Iguaçu                                             |                                                         |                                                         | [ 3 ]                                                   |
| 2022 | 66ª                                                     | Esthéfane Souza da Silva                                | Volta Redonda                                           | Semifinalista (Top 10)                                  |                                                         | [ 4 ]                                                   |
| 2021 | 65ª                                                     | Mylena Duarte Gonçalves                                 | Barra Mansa                                             | Semifinalista (Top 15)                                  |                                                         | [ 5 ]                                                   |
| 2020 | A Miss Brasil foi indicada, portanto não houve disputa. | A Miss Brasil foi indicada, portanto não houve disputa. | A Miss Brasil foi indicada, portanto não houve disputa. | A Miss Brasil foi indicada, portanto não houve disputa. | A Miss Brasil foi indicada, portanto não houve disputa. | A Miss Brasil foi indicada, portanto não houve disputa. |
| 2019 | 64ª                                                     | Isadora Saraiva Meira                                   | Barra Mansa                                             |                                                         |                                                         | [ 6 ]                                                   |
| 2018 | 63ª                                                     | Amanda da Silva Coelho                                  | Angra dos Reis                                          |                                                         |                                                         | [ 7 ]                                                   |
| 2017 | 62ª                                                     | Isabel Cristina Correa Silva                            | Belford Roxo                                            |                                                         |                                                         | [ 8 ]                                                   |
| 2016 | 61ª                                                     | Sabrina dos Santos Amorim                               | Niterói                                                 |                                                         |                                                         | [ 9 ]                                                   |
| 2015 | 60ª                                                     | Nathália "Kaur" Pinheiro                                | Armação dos Búzios                                      | Semifinalista (Top 15)                                  |                                                         | [ 10 ]                                                  |
| 2014 | 59ª                                                     | Hosana Angélica Elliot Murta                            | Rio de Janeiro                                          | Semifinalista (Top 15)                                  |                                                         | [ 11 ]                                                  |
| 2013 | 58ª                                                     | Orama Valentim Braga Nunes                              | Campos dos Goytacazes                                   | Semifinalista (Top 15)                                  |                                                         | [ 12 ]                                                  |
| 2012 | 57ª                                                     | Rayanne Fernanda de Morais                              | Armação dos Búzios                                      | Semifinalista (Top 10)                                  |                                                         | [ 13 ]                                                  |
| 2011 | 56ª                                                     | Mariana Figueiredo Prata Pereira                        | Teresópolis                                             |                                                         |                                                         | [ 14 ]                                                  |
| 2010 | 55ª                                                     | Thamiris de Moura Ribeiro                               | Duque de Caxias                                         | Semifinalista (Top 10)                                  |                                                         | [ 15 ]                                                  |
| 2009 | 54ª                                                     | Fernanda Gomes                                          | Teresópolis                                             | Semifinalista (Top 10)                                  |                                                         | [ 16 ]                                                  |
| 2008 | 53ª                                                     | Camila Paiva Hentzy                                     | Teresópolis                                             | Semifinalista (Top 10)                                  |                                                         | [ 17 ]                                                  |
| 2007 | 52ª                                                     | Aiana do Nascimento                                     | Niterói                                                 | Semifinalista (Top 15)                                  |                                                         | [ 18 ]                                                  |
| 2006 | 51ª                                                     | Roberta César Manhães                                   | Rio de Janeiro                                          |                                                         |                                                         | [ 19 ]                                                  |
| 2005 | 50ª                                                     | Carolina Soares Pires                                   | Niterói                                                 | Semifinalista (Top 10)                                  |                                                         | [ 20 ]                                                  |
| 2004 | 49ª                                                     | Anelise Gomes Sobral                                    | Campos dos Goytacazes                                   | Semifinalista (Top 10)                                  |                                                         | [ 21 ]                                                  |
| 2003 | 48ª                                                     | Fernanda Anchieta Louback                               | Nova Friburgo                                           | Semifinalista (Top 10)                                  |                                                         | [ 22 ]                                                  |
| 2002 | 47ª                                                     | Gisele de Oliveira Leite                                | Macaé                                                   | 4º. Lugar                                               |                                                         | [ 23 ]                                                  |
| 2001 | 46ª                                                     | Raquel Santos de Faria                                  | Itaguaí                                                 | 5º. Lugar                                               |                                                         | [ 24 ]                                                  |
| 2000 | 45ª                                                     | Keity Dembergue Gripp                                   | Nova Friburgo                                           | 4º. Lugar                                               |                                                         | [ 25 ]                                                  |
| 1999 | 44ª                                                     | Paula de Souza Carvalho                                 | Barra Mansa                                             | 2º. Lugar                                               |                                                         | [ 26 ]                                                  |
| 1998 | 43ª                                                     | Alessandra Santos Corrêa                                | Macaé                                                   | Semifinalista (Top 12)                                  |                                                         | [ 27 ]                                                  |
| 1997 | 42ª                                                     | Janaína Berenhauser Borba                               | Petrópolis                                              | Semifinalista (Top 12)                                  |                                                         | [ 28 ]                                                  |
| 1996 | 41ª                                                     | Carolina Thaís Muller                                   | Volta Redonda                                           | 5º. Lugar                                               |                                                         | [ 29 ]                                                  |
| 1995 | 40ª                                                     | Renata Garcia de Abreu                                  | Rio de Janeiro                                          | 3º. Lugar                                               |                                                         | [ 30 ]                                                  |
| 1994 | 39ª                                                     | Patrícia Leal Assumpção                                 | Macaé                                                   | 4º. Lugar                                               |                                                         | [ 30 ]                                                  |
| 1993 | A Miss Brasil foi indicada, portanto não houve disputa. | A Miss Brasil foi indicada, portanto não houve disputa. | A Miss Brasil foi indicada, portanto não houve disputa. | A Miss Brasil foi indicada, portanto não houve disputa. | A Miss Brasil foi indicada, portanto não houve disputa. | A Miss Brasil foi indicada, portanto não houve disputa. |
| 1992 | 38ª                                                     | Luiza Carla Moço de Souza                               | Niterói                                                 |                                                         |                                                         | —                                                       |
| 1991 | 37ª                                                     | Márcia Barbosa da Silva                                 | Rio de Janeiro                                          |                                                         |                                                         | —                                                       |
| 1991 | 37ª                                                     | Ana Paula Machado Ribeiro                               | Rio de Janeiro                                          |                                                         |                                                         | —                                                       |
| 1990 | Não houve disputa nacional de Miss Brasil em 1990.      | Não houve disputa nacional de Miss Brasil em 1990.      | Não houve disputa nacional de Miss Brasil em 1990.      | Não houve disputa nacional de Miss Brasil em 1990.      | Não houve disputa nacional de Miss Brasil em 1990.      | Não houve disputa nacional de Miss Brasil em 1990.      |
| 1989 | 36ª                                                     | Simone Fernandes Julião                                 | Bairro Jardim Botânico                                  | Semifinalista (Top 12)                                  |                                                         | [ 31 ]                                                  |
| 1988 | 35ª                                                     | Simone Martins Bork                                     | Bairro da Tijuca                                        | Semifinalista (Top 12)                                  |                                                         | [ 31 ]                                                  |
| 1987 | 34ª                                                     | Gisele Brasil Macêdo                                    | Arraial do Cabo                                         | Semifinalista (Top 12)                                  |                                                         | [ 31 ]                                                  |
| 1986 | 33ª                                                     | Andréa Lima Afonso                                      | Bairro da Tijuca                                        | Semifinalista (Top 12)                                  |                                                         | [ 31 ]                                                  |
| 1985 | 32ª                                                     | Carla Fonsêca Lima                                      | Bairro do Leblon                                        | 4º. Lugar                                               |                                                         | [ 31 ]                                                  |
| 1984 | 31ª                                                     | Valéria Freire Pereira                                  | Clube de Regatas Flamengo                               | 3º. Lugar                                               |                                                         | [ 31 ]                                                  |
| 1983 | 30ª                                                     | Kenny Neoob de Carvalho                                 | Bairro de Ipanema                                       | Semifinalista (Top 12)                                  |                                                         | [ 31 ]                                                  |
| 1982 | 29ª                                                     | Márcia Cristine de Carvalho                             | Clube Vasco da Gama                                     | 3º. Lugar                                               |                                                         | [ 31 ]                                                  |
| 1981 | 28ª                                                     | Adriana Alves de Oliveira                               | Niterói                                                 | MISS BRASIL 1981                                        | 4°. Lugar                                               | [ 32 ]                                                  |
| 1980 | 27ª                                                     | Eveline Didier Schroeter                                | Macaé                                                   | MISS BRASIL 1980                                        | (Não obteve classificação)                              | [ 33 ]                                                  |
| 1979 | 26ª                                                     | Elizabeth Alves Corrêia                                 | Araruama                                                | 4º. Lugar                                               |                                                         | —                                                       |
| 1978 | 25ª                                                     | Ângela Soares Chichierchio                              | Nilópolis                                               | 3º. Lugar                                               |                                                         | —                                                       |
| 1977 | 24ª                                                     | Elizabeth Alderidge dos Santos                          | Nova Friburgo                                           |                                                         |                                                         | —                                                       |
| 1976 | 23ª                                                     | Vionete Revoredo da Fonsêca                             | Rio de Janeiro                                          | 2º. Lugar                                               |                                                         | —                                                       |
| 1975 | 22ª                                                     | Leila Gomes Tancredi                                    | Rio de Janeiro                                          | 4º. Lugar                                               |                                                         | —                                                       |
| 1974 | 21ª                                                     | Angélica Campanile                                      | Nova Iguaçu                                             |                                                         |                                                         | —                                                       |
| 1973 | 20ª                                                     | Ana Maria de Oliveira                                   | Barra Mansa                                             | Semifinalista (Top 08)                                  |                                                         | —                                                       |
| 1972 | 19ª                                                     | Marli Pereira Carneiro                                  | Niterói                                                 |                                                         |                                                         | —                                                       |
| 1971 | 18ª                                                     | Maria Rosária de Lima                                   | Nova Iguaçu                                             |                                                         |                                                         | —                                                       |
| 1970 | 17ª                                                     | Eny Machado Fazanelli                                   | Niterói                                                 |                                                         |                                                         | —                                                       |
| 1969 | 16ª                                                     | Maria Aparecida Leite                                   | Paraíba do Sul                                          |                                                         |                                                         | —                                                       |
| 1968 | 15ª                                                     | Josemary Vasconcelos                                    | Três Rios                                               | 4º. Lugar                                               |                                                         | —                                                       |
| 1967 | 14ª                                                     | Maria da Graça Kury                                     | Campos dos Goytacazes                                   | Semifinalista (Top 08)                                  |                                                         | —                                                       |
| 1966 | 13ª                                                     | Vera Lúcia Cordeiro                                     | São João da Barra                                       |                                                         |                                                         | —                                                       |
| 1965 | 12ª                                                     | Ilse Ione Hasselmann                                    | Niterói                                                 | 5º. Lugar                                               |                                                         | —                                                       |
| 1964 | 11ª                                                     | Cecília Rangel Martins da Rocha                         | Cambuci                                                 | Semifinalista (Top 09)                                  |                                                         | —                                                       |
| 1963 | 10ª                                                     | Miriam Montenegro da Fonsêca                            | Niterói                                                 |                                                         |                                                         | —                                                       |
| 1962 | 9ª                                                      | Célia Maria Spíndola Leite                              | Campos dos Goytacazes                                   | Semifinalista (Top 08)                                  |                                                         | —                                                       |
| 1961 | 8ª                                                      | Maria Madalena Aguiar                                   | Campos dos Goytacazes                                   |                                                         |                                                         | —                                                       |
| 1960 | 7ª                                                      | Marzy Moreira                                           | Itaguaí Atlético Clube                                  | Semifinalista (Top 08)                                  |                                                         | —                                                       |
| 1959 | 6ª                                                      | Maria Lúcia Braga                                       | Niterói                                                 |                                                         |                                                         | —                                                       |
| 1958 | 5ª                                                      | Eunice Pamplona Brito                                   | Nova Friburgo                                           |                                                         |                                                         | —                                                       |
| 1957 | 4ª                                                      | Cylis Pires da Rocha                                    | Itaperuna                                               |                                                         |                                                         | —                                                       |
| 1956 | 3ª                                                      | Ely de Azevêdo Pires                                    | Niterói                                                 | 4º. Lugar                                               |                                                         | —                                                       |
| 1956 |                                                         | Aniko Elizabeth Csettkey                                | Teresópolis                                             | Renunciou ao título.                                    |                                                         | [ 34 ]                                                  |
| 1955 | 2ª                                                      | Ingrid Schmidt Grael                                    | Clube de Regatas Icaraí                                 | 2º. Lugar                                               |                                                         | [ 35 ]                                                  |
| 1954 | 1ª                                                      | Zaida Maria Saldanha                                    | Campos dos Goytacazes                                   | 2º. Lugar                                               |                                                         | [ 36 ]                                                  |

### Observações
1. Em 1991 o Rio de Janeiro teve duas representantes no Miss Brasil.
  1. Márcia Barbosa, por ter sido eleita "Rainha do Carnaval do Rio de Janeiro" em 1991, foi convidada a representá-lo.
  2. Ana Paula Machado Ribeiro era carioca e também tentou o título de Miss Brasil 1991.
2. Em 2002 Gisele de Oliveira Leite ficou originalmente na 5ª posição, porém a vencedora foi destronada e Gisele subiu uma posição.
3. No ano de 1956 Ely Pires assumiu o lugar de Aniko Csettkey, então de Teresópolis, que renunciou ao título uma semana depois.
4. Não são do estado do Rio de Janeiro, as misses:
  1. Ely Pires (1956) é nascida em Juiz de Fora, MG.
  2. Adriana Oliveira (1981) é nascida em Rio Grande, RS.
  3. Valéria Freire (1984) é nascida em São Paulo, SP.
  4. Rayanne Morais (2012) é nascida em Jeceaba, MG.

### Títulos por Município
| Títulos | Município             | Vitórias                                                                           |
| 14      | Rio de Janeiro        | 1975, 1976, 1982, 1983, 1984, 1985, 1986, 1988, 1989, 1991, 1995, 2006, 2014, 2024 |
| 12      | Niterói               | 1955, 1956, 1959, 1963, 1965, 1970, 1972, 1981, 1992, 2005, 2007, 2016             |
| 6       | Campos dos Goytacazes | 1954, 1961, 1962, 1967, 2004, 2013                                                 |
| 4       | Barra Mansa           | 1973, 1999, 2019, 2021                                                             |
| 4       | Nova Friburgo         | 1958, 1977, 2000, 2003                                                             |
| 4       | Macaé                 | 1980, 1994, 1998, 2002                                                             |
| 3       | Nova Iguaçu           | 1971, 1974, 2023                                                                   |
| 3       | Teresópolis           | 2008, 2009, 2011                                                                   |
| 2       | Volta Redonda         | 1996, 2022                                                                         |
| 2       | Armação dos Búzios    | 2012, 2015                                                                         |
| 2       | Itaguaí               | 1960, 2001                                                                         |
| 1       | Angra dos Reis        | 2018                                                                               |
| 1       | Belford Roxo          | 2017                                                                               |
| 1       | Duque de Caxias       | 2010                                                                               |
| 1       | Petrópolis            | 1997                                                                               |
| 1       | Arraial do Cabo       | 1987                                                                               |
| 1       | Araruama              | 1979                                                                               |
| 1       | Nilópolis             | 1978                                                                               |
| 1       | Paraíba do Sul        | 1969                                                                               |
| 1       | Três Rios             | 1968                                                                               |
| 1       | São João da Barra     | 1966                                                                               |
| 1       | Cambuci               | 1964                                                                               |
| 1       | Itaperuna             | 1957                                                                               |
| ------- | --------------------- | ---------------------------------------------------------------------------------- |

### Renúncia de Miss Estado do Rio 1956

#### Posse de Ely
Apesar de nascida em Teresópolis, Aniko não conseguiu comprovar sua nacionalidade brasileira pois não tinha a certidão de nascimento. De posse desta informação, os Diários Associados e o jornal "O Estado" (promotor do concurso) resolveram retirar o título de Aniko e transferí-lo para a Miss Niterói, Ely de Azevedo Pires que havia ficado em segundo lugar.
Oficialmente, aos jornais da época, alegaram a desistência de Aniko por "enfermidade" e "problemas de família", mais precisamente: "recomendação médica para que se abstenha de esforços físicos e emoções fortes pelo prazo mínimo de sessenta dias". Segundo o regulamento do concurso promovido pelos "Diários Associados" sob o patrocínio exclusivo de Organdi-Paramount que estatui no item de nº 14: "Se, por motivo de força maior, a vencedora em qualquer Estado ou Território não puder viajar para as semi-finais no Rio e São Paulo, deverá comparecer a segunda colocada. Proceder-se-à de acordo com o mesmo critério no caso de Miss Brasil ficar impedida, por qualquer motivo de seguir para os Estados Unidos".
Em cerimônia na TV Tupi, no dia 3 de Junho de 1956, Ely foi empossada pelo senhor Rubens Falcão, secretário de Educação e Cultura do Estado do Rio de Janeiro.

#### Carta de Aniko
Aos jornais da época, e a comissão organizadora do concurso, Aniko escreveu e divulgou sua carta de renúncia:
| “ | Tendo sido realizado em a noite de 26 de maio p.p.. no Ginásio Caio Martins de Niterói, o concurso que elegeu a mais bela representante fluminense, resolveram os membros que compuseram o júri, honrar-me com o título de "Miss Estado do Rio", fato este que, inegavelmente, proporcionou-me uma das maiores alegrias de minha vida. Todavia, os dias corridos de então para cá, não foram somente de satisfações, como deveriam ser, eis que, imprevistos relacionados com a minha vida particular e a de minha família, e ainda, atendendo ao conselho do médico de nossa família, forçaram-me a, pesarosamente, vir, por intermédio desta, renunciar ao título me foi conferido de "Miss Estado do Rio". Nestas condições, ao apresentar minhas desculpas, ofereço por seu intermédio, à distinta Comissão Organizadora do Concurso no Estado do Rio de Janeiro, a faixa que tive estremada honra de vestir, para quem de direito, oferecendo outrossim, os meus mais sinceros agradecimentos. Se tal decisão e os seus motivos, puderem por intermédio ainda de V. Excia.. chegar ao conhecimento da Comissão Organizadora do Concurso no Estado do Rio, setir-me-ia sinceramente agradecida. | ” |

#### A Origem de Aniko
Na 1ª seção do jornal "Diário da Noite" do dia 29 de Maio de 1956, Anikko declarou:
| “ | Nasci em Teresópolis a 23 de janeiro de 1938, de pais húngaros. | ” |

Seu depoimento desmentiu os boatos que um grupo de pessoas vinham espalhando pelas emissores radiofônicas e redações de jornais, segundo os quais seria estrangeira. As controvérsias nasceram, segundo Anikko ainda em seu depoimento ao jornal, devido ao fato de ela ter seguido para a Europa com menos de um ano de idade, pois com o advento da II Guerra Mundial, seu pai fora chamado à prestar serviço no exército húngaro.
Aniko vivenciou a guerra ora em Budapeste, ora em Bogoté, onde a família possuía uma fazenda. Daquela época, ela declarou que apenas guardava os bombadeiros aéreos como recordação. Ficou feliz ao reencontrar o pai, ao término da guerra, alojado na Áustria. A família deixou a Hungria em 1945, seguindo para Salzburg, na Áustria onde se juntou ao seu pai, Ladislau Csettkey. Rumaram para Lausanne, na Suíça, passararam pela Itália e em 1947 vieram de navio para o Brasil. Aqui, alocaram-se no Rio de Janeiro e pouco depois, em Teresópolis.
| “ | Uma coisa posso dizer que lucrei destes anos tumultuosos: aprendi o alemão na Áustria, o francês na Suíça e o italiano, na Itália. Assim, quando aportei no Brasil não tive dificuldade em falar o português, idioma que dominava em poucos meses. | ” |

Falando sobre os motivos que determinaram o abandono da Hungria por seus pais, Aniko explicou que a família o fez devido ao regime totalitário imposto à Nação, uma vez que seu pai, coronel do Exército húngaro, também se tinha batido contra os comunistas.
Após perder o título, Aniko entrou legalmente na justiça alegando sua nacionalidade e alterou seu sobrenome, para que não restasse dúvidas de que era mesmo brasileira, e passou a se chamar "Aniko Santos".

## Miss Guanabara
A candidata tornou-se Miss Brasil.
     A Miss Rio de Janeiro renunciou ao título estadual.
| Ano  | Participação | Vencedoras                  | Representação                    | Colocação              | Miss Universo              | Ref.   |
| ---- | ------------ | --------------------------- | -------------------------------- | ---------------------- | -------------------------- | ------ |
| 1974 | 15ª          | Carla Mari Von Klippel      | Clube Sírio-Libanês              | Semifinalista (Top 08) |                            | [ 39 ] |
| 1973 | 14ª          | Denise Penteado Costa       | Nevada Praia Club                | 2º. Lugar              |                            | [ 40 ] |
| 1972 | 13ª          | Jane Vieira Macambira       | Ass. Atlética Vila Isabel        | 3º. Lugar              |                            | [ 41 ] |
| 1971 | 12ª          | Lúcia Tavares Petterle      | Tijuca Tênis Clube               | 2º. Lugar              |                            | [ 42 ] |
| 1970 | 11ª          | Eliane Fialho Thompson      | Floresta Country Club            | MISS BRASIL 1970       | Semifinalista (Top 15)     | [ 43 ] |
| 1969 | 10ª          | Mara de Carvalho Ferro      | Clube de São Cristóvão Imperial  | 4º. Lugar              |                            | [ 44 ] |
| 1968 | 9ª           | Maria da Glória Carvalho    | Clube Monte Líbano               | 3º. Lugar              |                            | [ 45 ] |
| 1967 | 8ª           | Vera Lúcia de Castro        | Motel Country Clube Bandeirantes | Semifinalista (Top 08) |                            | [ 46 ] |
| 1966 | 7ª           | Ana Cristina Ridzi          | Marã Tenis Clube                 | MISS BRASIL 1966       | (Não obteve classificação) | [ 47 ] |
| 1965 | 6ª           | Maria Raquel de Andrade     | Botafogo de Futebol e Regatas    | MISS BRASIL 1965       | Semifinalista (Top 15)     | [ 44 ] |
| 1964 | 5ª           | Vera Lúcia Couto dos Santos | Renascença Clube                 | 2º. Lugar              |                            | [ 48 ] |
| 1963 | 4ª           | Vera Lúcia Ferreira Maia    | Fluminense Football Club         | 3º. Lugar              |                            | [ 49 ] |
| 1962 | 3ª           | Vera Lúcia Saba             | Clube Monte Líbano               | 3º. Lugar              |                            | [ 50 ] |
| 1961 | 2ª           | Alda Maria Coutinho         | Clube Leblon                     | 3º. Lugar              |                            | [ 51 ] |
| 1960 | 1ª           | Jean "Gina" MacPherson      | Botafogo de Futebol e Regatas    | MISS BRASIL 1960       | Semifinalista (Top 15)     | [ 52 ] |

### Galeria das Vencedoras

Miss Guanabara 1966, Ana Cristina Ridzi, Marã Tênis Clube

## Miss Distrito Federal (1891–1960)
A candidata tornou-se Miss Brasil.
| Ano  | Participação | Vencedoras                   | Representação                 | Colocação        | Miss Universo | Ref.   |
| ---- | ------------ | ---------------------------- | ----------------------------- | ---------------- | ------------- | ------ |
| 1959 | 6ª           | Vera Regina Ribeiro          | Ass. Atlética Vila Isabel     | MISS BRASIL 1959 | 5º. Lugar     | [ 53 ] |
| 1958 | 5ª           | Adalgisa Colombo             | Botafogo de Futebol e Regatas | MISS BRASIL 1958 | 2º. Lugar     | [ 54 ] |
| 1957 | 4ª           | Eloísa Menezes               | Clube dos Caiçaras            |                  |               | [ 55 ] |
| 1956 | 3ª           | Lêda Brandão Rau             | Marã Tênis Clube              | 3º. Lugar        |               | [ 56 ] |
| 1955 | 2ª           | Elvira da Veiga Wilberg      | Clube de Regatas do Flamengo  |                  |               | [ 57 ] |
| 1954 | 1ª           | Ana Maria "Patrícia" Lacerda | Sem representação específica. |                  |               | [ 58 ] |

### Galeria das Vencedoras

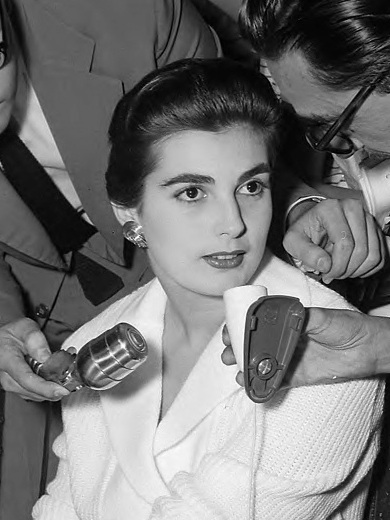
Miss DF (RJ) 1958, Adalgisa Colombo, Botafogo.